# Коченяевка
Коченяевка (эрз. — Куцян веле) — село в Вешкаймском районе Ульяновской области, входит в состав Каргинского сельского поселения.

## География
Расположено в 22 км к юго-западу от райцентра и в 15 км до ж/д станции Шарлово. Через село протекает река Белая.

## История
Село возникло в XVII веке в результате миграции эрзянского населения.
После строительства в 1647—1654 годах Карсунско-Симбирской сторожевой линии часть станичной мордвы из Кученяева, для несения дозорной службы, была перемещена в Завальный (Завалский) стан Симбирского уезда, в верховья речки Тувармы (Туарма), где основала поселение Верхняя Мордовская Туварма (ныне село Коченяевка Вешкаймского района Ульяновской области).
Впервые Коченяевка упоминается в Писцовой книге Ивана Вильяминова за 1685—1687 года, как деревня Верхней Тувармы (часто писали — деревня Верхняя Мордовская Туварма), ясашной мордвы Кормишки Аркаева с товарищи. В деревни Нижней Тувармы Тарабайки Кострова с товарищи, жили чуваши. В этой книге написано: «Деревня Верхняя Туварма а в ней ясашная посопная мордва, а по скаске деревни Верхней Тувармы ясашной мордвы Кормишки Аркаева, Купрейки Китаева, Живайки Бигилдеева с товарищи, в прошлом де во 194 году пришли они, Кормишка с товарищи жить в Синбирский уезд в Завальный стан в деревню Верхнюю Туварму из Алаторского уезду из посопной деревни Кученяевы», из написанного следует, что деревня Верхняя Туварма (Верхняя Мордовская Туварма) основана в 1686 году, жителями Кученяево (Мордовия).
Для отличия от другой Верхней Тувармы, где жили чуваши, к мордовской стали приписывать уточнение «Мордовская», а затем — «Коченяевка».
Старожилы вспоминают предание о том, что первыми поселенцами здесь стали жители из ранее возникшего большого села Кученяево, которые переселились сюда и раскорчевали лес, поставили первые избушки, разработали первые земледельные участки на Белой реке и положили начало биографии новому поселению, назвав его Коченяевкой.
При создании Симбирского наместничества в 1780 году, деревня Верхняя Туварма Коченяевка тож, крещёной мордвы, из Синбирского уезда вошла в состав Карсунского уезда. Кроме этой деревни на этой речке были другие деревни с похожими названиями: деревня Верхняя Туварма (ныне д. Верхняя Туарма), помещиковых крестьян, однодворцев, крещёных чуваш; село Николаевское Старая Туварма тож (ныне Каргино), крещёных чуваш; деревня Нижняя Туварма, а ныне село Спаское Болгаковка (ныне Нижняя Туарма), крещёных чуваш.
Деревня никогда не знала власти помещиков. В первой половине XIX века она была административным центром Коченяевского удельного приказа Сызранского удельного имения Симбирской удельной конторы — единственного на территории современного Вешкаймского района. В его состав входило 10 удельных сел и деревень Карсунского уезда, в которых насчитывалось 1008 дворов с населением 8120 человек.
В 1859 году деревня Коченяевка, удельных крестьян, входило в 1-й стан Карсунского уезда Симбирской губернии.
Начальная школа открылась в 1863 году, а в 1875—1877 она, по словам И. Н. Ульянова, находилась в неудовлетворительном состоянии и в 1878 году Карсунский уездный училищный совет её закрыл и только 15 ноября 1896 года здесь в собственном помещении, построенном на местные средства, открылась церковно-приходская школа, которая содержалась исключительно на местные средства.
К 1910 году, по сравнению с 1859 годом, число дворов в Коченяевке увеличилось более чем в 2,5 раза и составляло 212 дворов, а численность проживающих почти удвоилась (1296 чел.). В селе уже имелась своя церковь, действовали церковно-приходская школа и общественная мельница. Среди ремесел особенно были развиты валяльное (86 человек), кирпичное (20 человек), столярное (19 человек) и стекольное (14 человек). Пчеловодством занимались 14 человек, нищенствовали 12,79 % жителей села, были неграмотными.
В 1930 году был организован колхоз «13 год Октября».
Жертвами незаконных политических репрессий в 1930—1940 годах стали многие коченяевцы
На фронтах ВОВ погибли и пропали без вести 108 жителей.
В 1991 году бывший колхоз «13 лет Октября» был реорганизован в подсобное хозяйство Ульяновского механического завода с названием «Чернореченское». В селе построили две улицы домов, кормоцех, мини-маслозавод, детсад, проложили асфальт.

## Население
| Год  | Число дворов | Число жителей | Примечания    |
| ---- | ------------ | ------------- | ------------- |
| 1780 |              | 104           | Ревизских душ |
| 1859 | 82           | 683           |               |
| 1910 | 212          | 1296          |               |
| 1926 | 263          | 1400          |               |

| 2009 | 2010 |
| ---- | ---- |
| 350  | ↘269 |

## Известные уроженцы
- Чепасова, Тамара Эдуардовна — депутат Государственной думы Российской Федерации,

## Экономика
- ООО «Чернореченское» — дочернее предприятие Ульяновского механического завода.

### Учреждения образования
- Средняя общеобразовательная школа — добилась полной успеваемости, занимает призовые места в районных спортивных соревнованиях, а по результатам областного конкурса «Школа года» в 1999 году заняла первое место среди сельских школ Ульяновской области.

## Достопримечательности
- Памятник воинам, погибшим в Великой Отечественной войне (1995 г.)[9]